# Eubalichthys cyanoura
Eubalichthys cyanoura es una especie de peces de la familia Monacanthidae en el orden de los Tetraodontiformes.

## Morfología
Los machos pueden llegar alcanzar los 42 cm de longitud total.

## Hábitat
Es un pez de mar de clima subtropical y asociado a los  arrecifes de coral.

## Distribución geográfica
Se encuentra al sur de Australia.

## Observaciones
Es inofensivo para los humanos.